# 燔祭
燔祭是指將所献上的整只祭牲完全烧在祭坛上，全部经火烧成灰的一種祭祀儀式。此儀式見於多個不同宗教、地域，具有悠久的歷史。古希臘也有燔祭。
燔祭也是犹太教中五祭之一，也是允许非犹太人到圣殿献上的一种祭，猶太教的燔祭（希伯來語：‎）是《旧约圣经·利未记》中提到的第一种祭物，需要将这种祭不可为任何人留下一点肉，被认为是最好的一种

## 參看
- 火化